# 洛布古典丛书

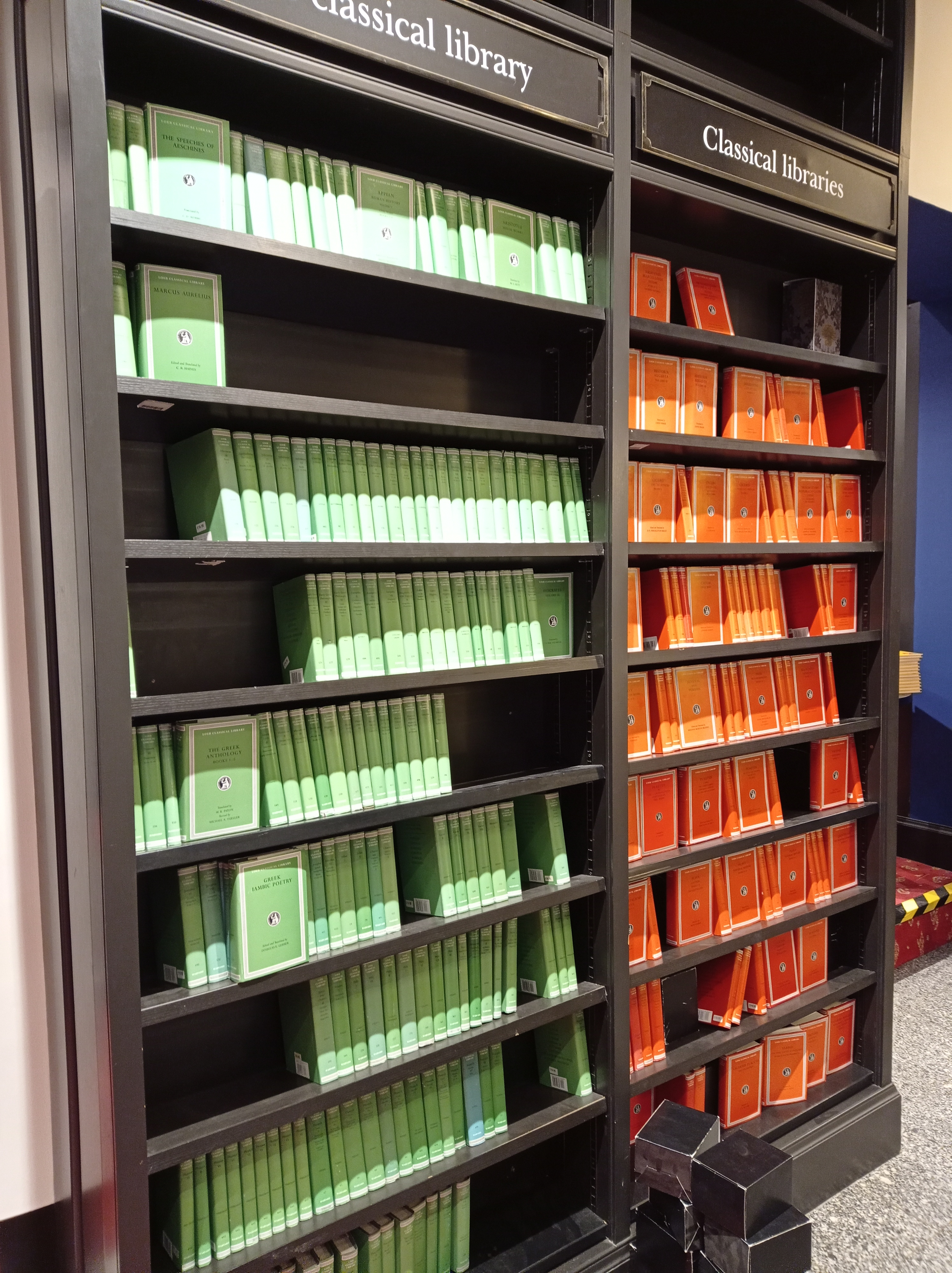
倫敦一間書局內架上的洛布古典叢書

洛布古典叢書（Loeb Classical Library，可以簡稱「洛布叢書」或是「洛氏叢書」）是英語世界一套收入西方古典時代希臘語和拉丁語著作的叢書，逾500冊，種類繁多。內文均為原文與英文翻譯雙語對照，幫助讀者理解原文。
雖然有原文，但洛布叢書主要是為一般業餘讀者所設計，缺乏文本批評的評論性注釋。對專業學者來說，洛布叢書所提供的資訊不足以作為學術文獻研究的依據。
洛布叢書現已成為一種代表學識甚至身份的書房擺設，其精巧的書籍設計，亦為設計師所稱道，後續更啟發了塔蒂文藝復興叢書、克雷梵語叢書等雙語叢書的出版。

## 歷史

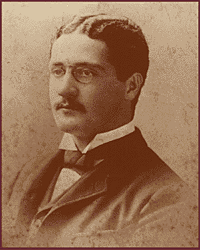
創始人詹姆士·洛布

洛布叢書最初由美國人詹姆士·洛布發起和贊助，目標是讓不懂古希臘語與拉丁語的大眾也能閱讀古典著作，同時也希望能展現英美古典學的學術成果。叢書於1912年面世，由英國出版社海涅曼公司出版。
1933年，詹姆士·洛布逝世，洛布叢書及三十萬美金的資金根據其遺囑贈與母校哈佛大學，成立洛布古典叢書基金會（The Loeb Classical Library Foundation）資助出版叢書及古典學研究，此後叢書開始由哈佛大學出版社與海涅曼公司共同出版，直到1989年海涅曼公司退出為止。
部分早期洛布叢書的譯文為了適應當時的社會風氣，刪節或隱晦不譯作品中有關性與同性戀等內容。此外，許多早期譯者刻意使用擬古的英文，令人費解。1960年代後，社會逐漸開放，後來幾經修訂，力求忠於原文。
2014年，哈佛大學出版社推出線上數位版的洛布古典叢書，數位化格式使讀者能夠輕易地搜尋、分享書籍內容，以及使用筆記、書籤等功能，紙本版本亦繼續出版，不受影響。除了哈佛大學出版社的線上版之外，有些早期出版的內容已進入公有領域，可從Google圖書或互联网档案馆下載。

## 內容
洛布古典叢書收入的作品廣泛，時間上從最早的荷馬史詩，最晚至中世紀早期比德的《英吉利教會史》亦有收入。分類上，除了詩歌、戲劇等文學作品外，還包含演說、哲學、醫學、自然歷史、數學、天文學、地理學等，及基督教教父、使徒教父的著作。
除了完整收入古典時代的重要作品外，為紀念出版作品滿500冊，洛布古典叢書於2006年發行《洛布古典叢書讀本》（A Loeb Classical Library Reader），節選33個作者的作品，從片段中大略展現古典文學的樣貌。

## 設計

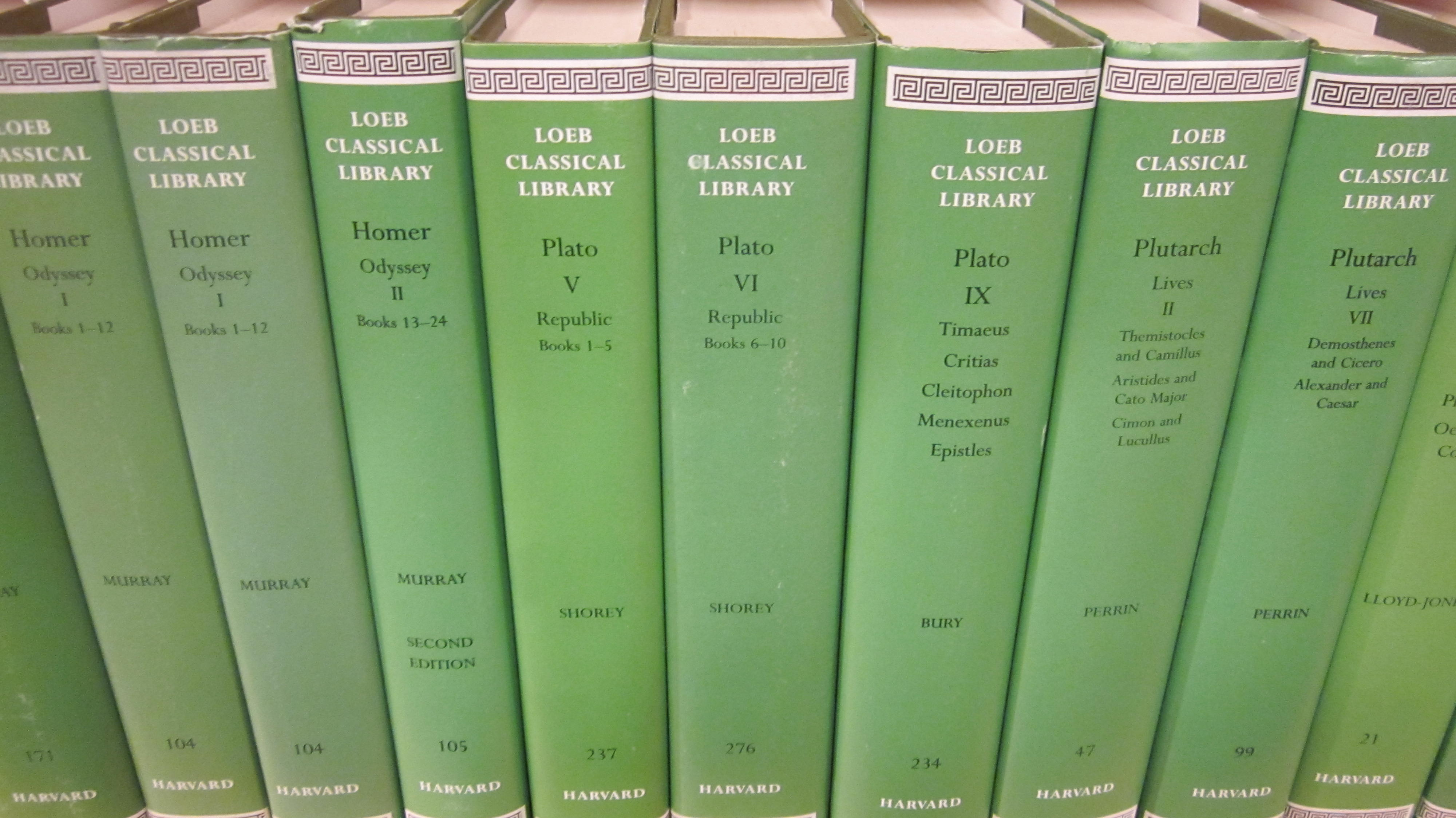
洛布古典叢書中，希臘文作品為綠色封面

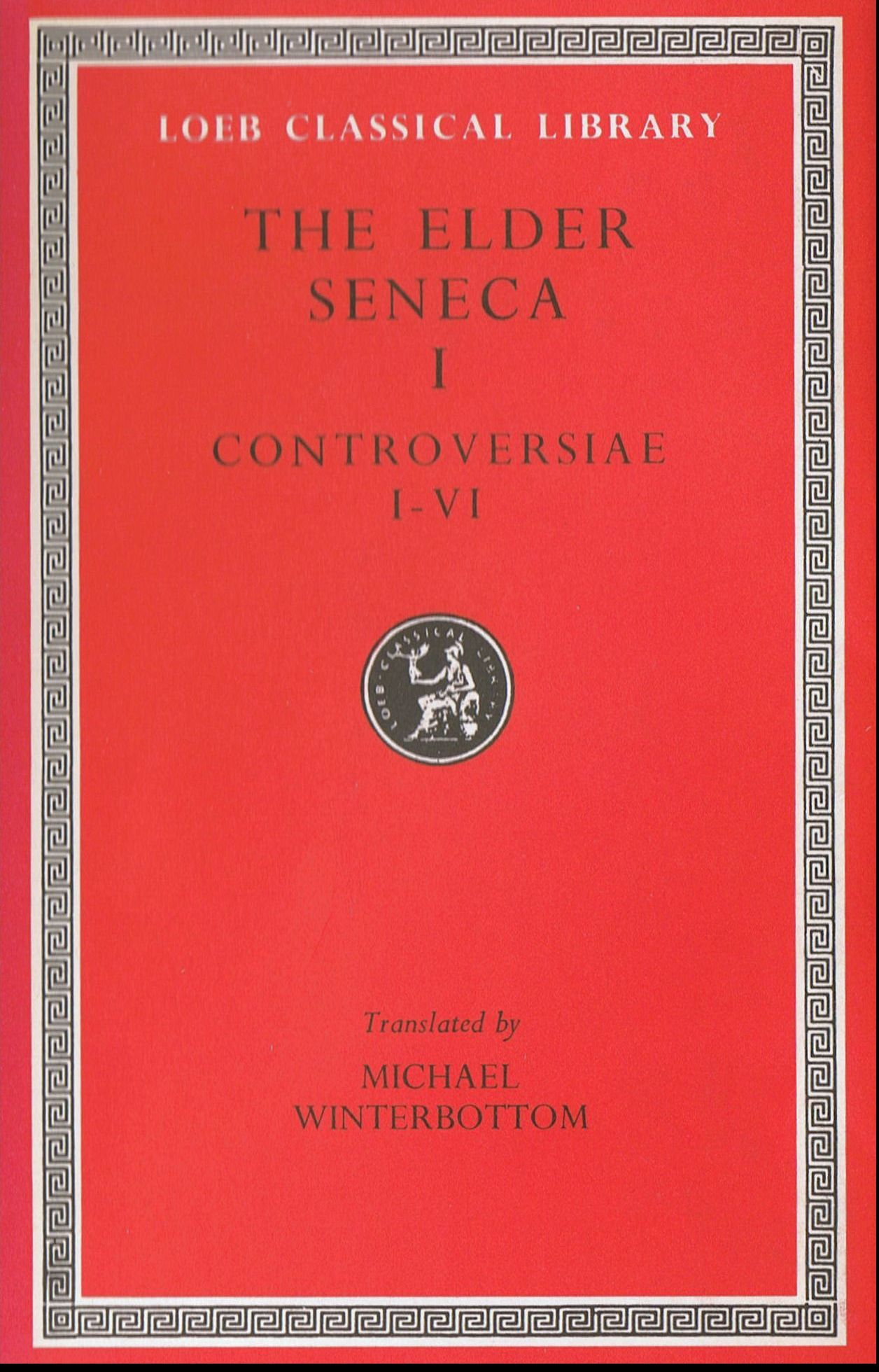
拉丁文作品為紅色封面

書本設計為口袋大小，便於攜帶，寬四又四分之一寸，長六又八分之三吋，約比A6紙略大一些。
封面顏色有紅、綠兩種，希臘文作品為綠色，拉丁文作品為紅色。邊框為希臘回紋，標題字體是Perpetua，中央印有洛布古典叢書的標誌，圖案來自古希臘錢幣，為坐姿的智慧女神雅典娜，掌上站著勝利女神尼刻，雅典娜的盾牌上書有洛布叢書縮寫「LCL」。
內頁字體為Zeph，是洛布叢書於1994年委託紐約設計師Alex Kaczun基於希臘文字體Porson設計。內文雙語對照，左頁為拉丁語或希臘語原文，右頁為英語譯文，便於互相參照。

## 影響
洛布古典叢書的出版使古典時代的著作變得更平易近人，使沒有經過專業學術訓練的業餘愛好者也能閱讀古典文學。維吉尼亞·吳爾芙曾於1917年評論道：
洛布叢書，以其頁面一邊是希臘語或拉丁語、一邊是英語的方式，是一份賦予自由的禮物……此叢書正視了業餘者的存在，很大程度也使業餘者變得體面……希臘語的困難不常為人道，主要或許是因為那些像塞壬般引誘我們至此危險水域的人通常是已經忘了……這些難處的學者。但對一般業餘人士而言，實為非常大的難處；我們應該認清這個事實並承認我們將永遠離不開洛布叢書。
受到洛布叢書成功的啟發，哈佛大學出版社開始以相同模式出版古典時代以外的其他古籍。2001年，哈佛大學出版社推出了一套相似的叢書為塔蒂文藝復興叢書（I Tatti Renaissance Library），收入文藝復興時期的作品。2010年又推出敦巴頓橡樹園叢書，出版中世紀拉丁語、拜占庭希臘語與古英語作品。
1990年代，商人約翰·克雷（John Clay）受到洛布叢書的影響，出資由紐約大學出版社出版了克雷梵語叢書，採用與洛布叢書相同的雙語對照格式出版梵語古籍。2015年，哈佛大學出版社推出穆爾提印度古典叢書，同樣以洛布叢書模式出版印度古典文學。

## 其他古典叢書
法國的比代文庫也是雙語古典叢書，跟洛布一樣受好古敏求的業餘者歡迎。同類型的雙語古典叢書還有在義大利出版的希臘與拉丁作者系列。在日本，則有京都大學學術出版社所出版的西洋古典叢書，內文有譯註與原文對照，其目標是要能與「外國的各種古典叢書」媲美。
英國的牛津古典文本（Oxford Classical Texts）和德國的托伊布內爾文庫，也是古典文學的文庫，但與洛布和比代等叢書不同，不附譯文，只有用拉丁文撰寫的博學注疏，專供古典文獻學家使用。

## 外部連結
- 洛布古典叢書官方網站 （页面存档备份，存于）: 有完整的目錄、關於該叢書系列歷史之介紹和新的出版資訊
- 數位洛布古典叢書 （页面存档备份，存于）
- 線上公有領域叢書閱讀 （页面存档备份，存于）
- 洛布古典叢書一百年 （页面存档备份，存于） G.H.R. Horsley作的論文